# Anatomia peștilor
Anatomia peștilor studiază structura corpului peștilor, folosind ca metodă disecția. Termenul anatomie provine din două cuvinte grecești : ana = prin și tome = acțiunea de a tăia. Anatomia peștilor este o ramură a ihtiologii. Ihtiologia se ocupă cu studiul structurii corpului peștilor, adică morfologia și anatomia lor; studiază, de asemenea, funcțiunea diverselor organe și aparate - fiziologia; apoi, biologia, adică felul de viață al peștilor; ecologia, studiul mediului în care-și duc viața peștii, distribuția lor geografică, felul de pescuit al diverselor specii, precum și importanța lor economică. Ihtiologia se mai ocupă cu împărțirea peștilor în grupe zoologice și biologice - sistematica și, în fine, cu derivarea peștilor actuali din formele vechi – paleoihtiologia, precum și cu evoluția peștilor în decursul timpurilor - filogenia, discipline care completează studiul acestei grupe de animale.

## Morfologie externă

### Forma corpului
Capul peștilor poate avea forma conică, ascuțită, rotunjită și de sabie.

#### Aparatul opercular
Trunchiul este turtit lateral și are solzi rotunjiți, care se acoperă unii pe alții.

### Înotătoarele

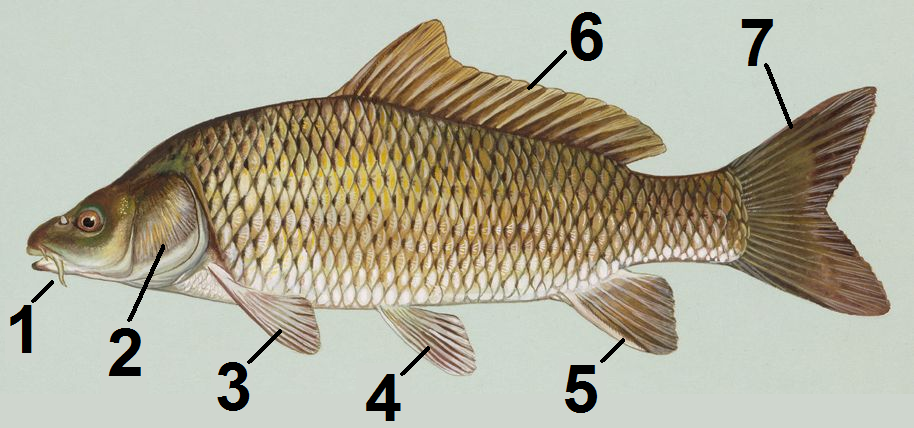
Înotătoarele la crap (Cyprinus carpio)
1 - mustăți; 2 - opercul; 3 - înotătoare pectorale (perechi); 4 - înotătoare ventrale sau pelviene (perechi); 5 - înotătoarea anală; 6 - înotătoarea dorsală; 7 - înotătoarea caudală.

### Craniul

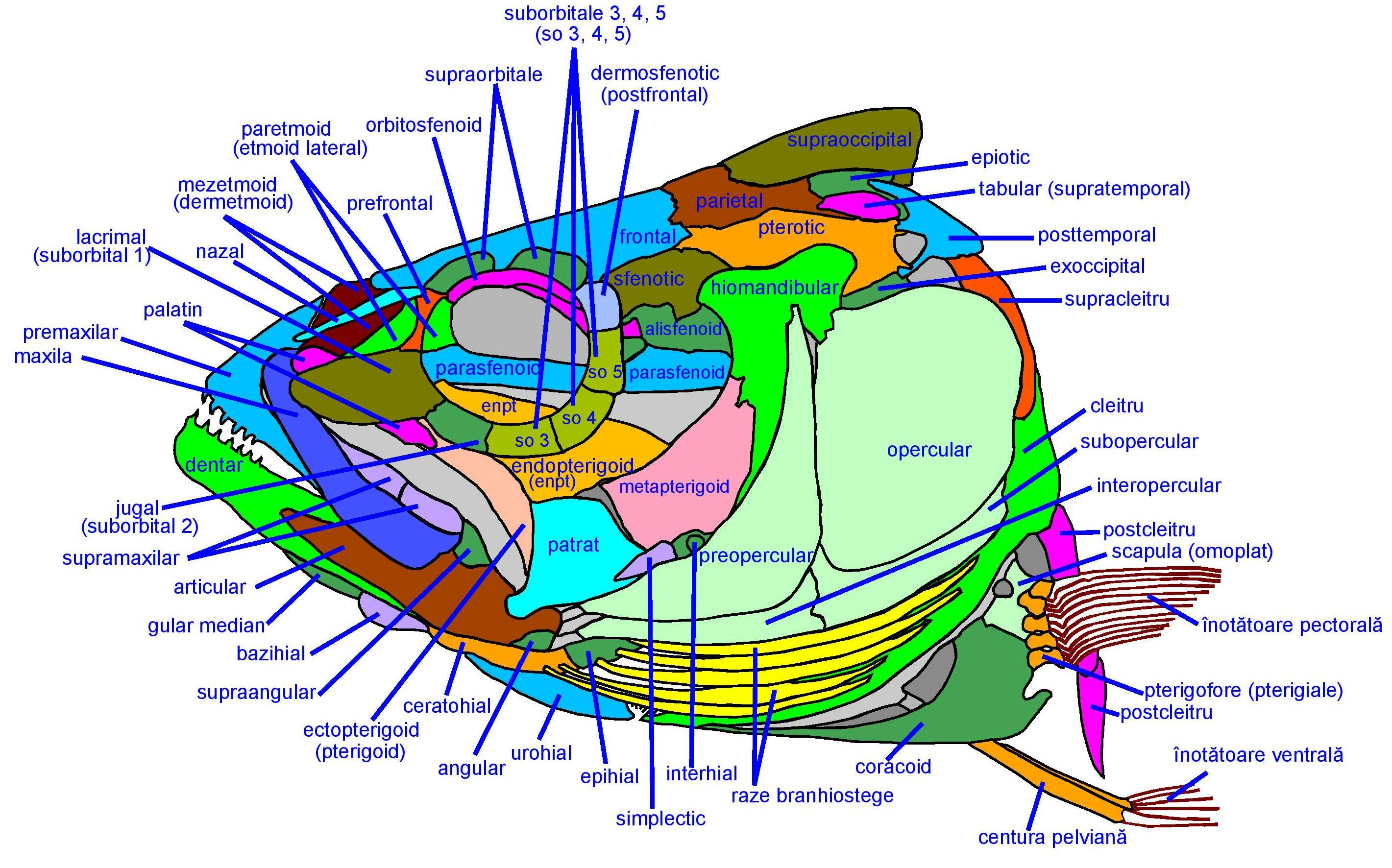
Oasele craniului peștilor teleosteeni

#### Centura pelviană

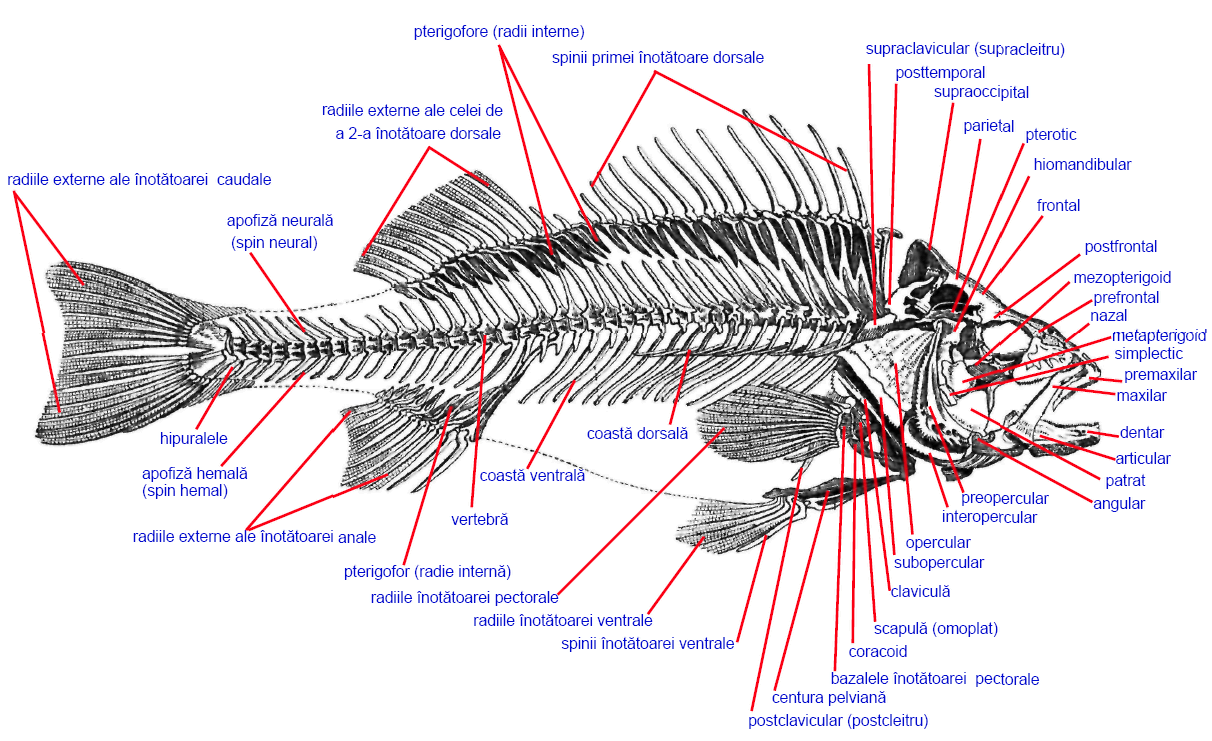
Schelet de biban (Perca fluviatilis)